# Rumaki Lizypa

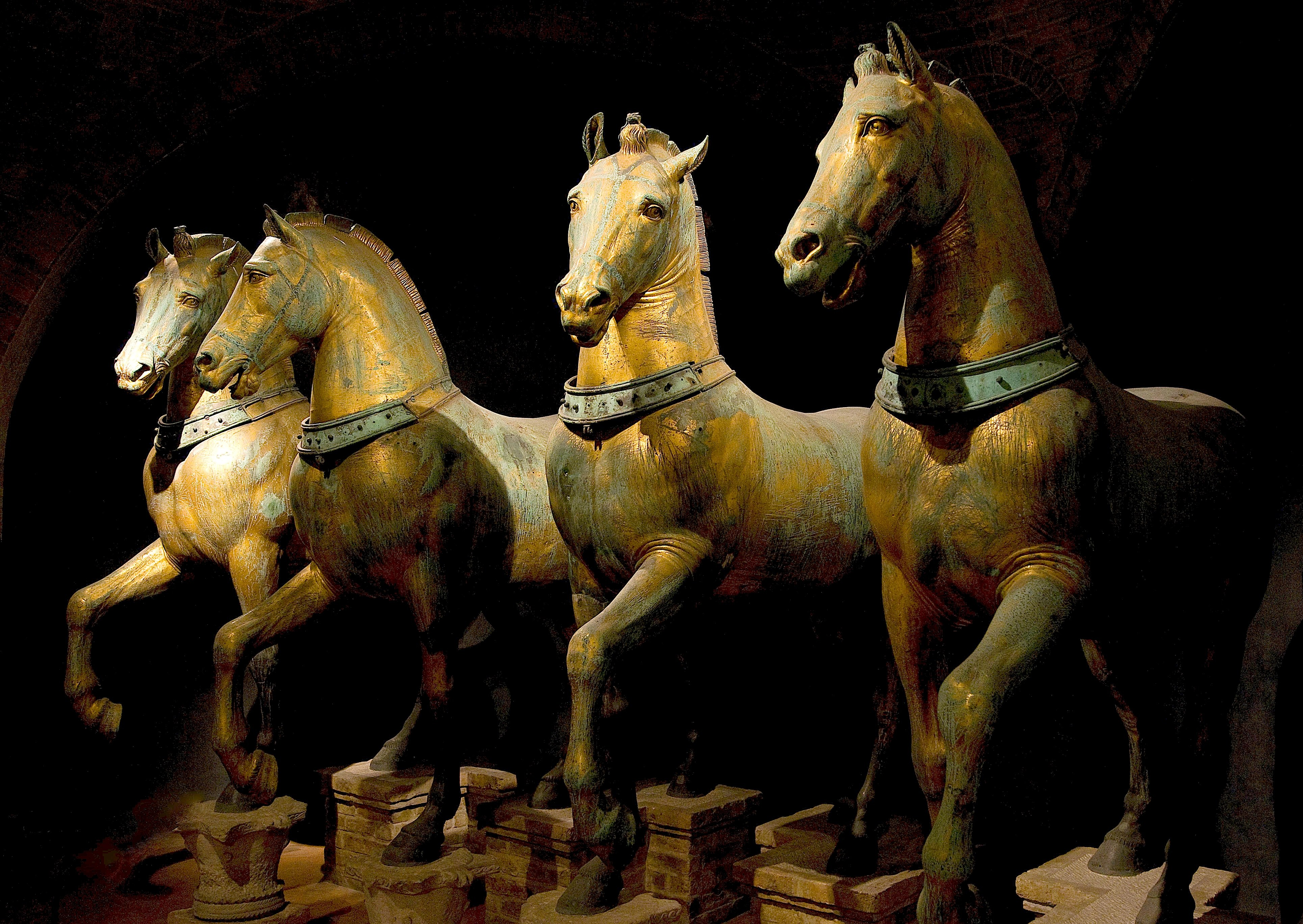
Oryginalne rumaki w zbiorach Museo Marciano

Rumaki Lizypa – znajdująca się w Wenecji grupa czterech wykonanych z brązu rzeźb przedstawiających konie, zdobiąca dawniej fasadę weneckiej bazyliki św. Marka (obecnie znajduje się tam ich kopia).
Pochodzące z niezachowanej kwadrygi konie są jedynym tego typu zabytkiem zachowanym z czasów starożytności. Data ich powstania jest nieznana, rozciągana między IV wiekiem p.n.e. a IV wiekiem n.e. Brązowe, pozłacane z zewnątrz rumaki mają 2,35 m wysokości i 2,5 m długości. W środku są puste. Niektórzy przypuszczają, że jest to dzieło Lizypa lub jednego z jego uczniów. Podstawę do takiego przypisania stanowi wzmianka w Historii naturalnej (34,63) Pliniusza Starszego o brązowej kwadrydze wykonanej przez artystę dla Rodyjczyków. 
Rzeźby pierwotnie znajdowały się w Chios, w V wieku na rozkaz cesarza bizantyjskiego Teodozjusza II zostały przeniesione na konstantynopolitański hipodrom, gdzie ozdobiły dach loży cesarskiej. Podczas IV wyprawy krzyżowej zostały po złupieniu Konstantynopola w 1204 roku na polecenie doży Enrico Dandolo wywiezione do Wenecji, gdzie umieszczono je na fasadzie bazyliki św. Marka. 
Po zdobyciu Wenecji przez Francuzów w 1797 roku konie wywieziono do Paryża, gdzie w 1808 roku umieszczono je na szczycie Arc du Carrousel. Do Wenecji powróciły po upadku Napoleona w 1815 roku. W XX wieku rzeźby poddano licznym renowacjom, a w czasie I i II wojny światowej czasowo demontowano je w celu przeniesienia w bezpieczne miejsce. Po renowacji dokonanej w latach 1979–1980 rzeźby na trwałe zdjęto z fasady, zastępując je kopiami. Oryginały trafiły na ekspozycję do weneckiego Museo Marciano.